# 都會東區

聖路易都會區，位於伊利諾伊州的五縣為都會東區

都會東區在伊利諾伊州的位置

都會東區 （Metro-East）是美國密蘇里州聖路易東部郊區，覆蓋了伊利諾伊州五個縣：麥迪遜縣、聖克萊爾縣、門羅縣、澤西縣和克林頓縣。面積6,974平方公里，根據美國2000年人口普查人口為599,845人。最大城市為貝爾維爾 （Belleville）。